# ۲۶ ذی‌القعده
۲۶ ذیقعده، بیست و ششمین روز از ماه ذیقعده در تقویم هجری قمری است.
در تقویم هجری قمری قراردادی این روز سیصد و بیست و یکمین روز سال است.

## وقایع
- آغاز دورهٔ جدید جنگ‌های ایران و عثمانی در زمان سلطنت «محمدشاه قاجار» (۱۲۵۸ ق)

## زادگان
- علامه «تفتازانی» دانشمند و ادیب شافعی (۷۲۲ ق)

## درگذشتگان
- «مازیار ایرانی» یکی از اسپهبدان طبرستان (۲۲۵ ق)
- ۱۴۲۴ - احسان عباس تاریخ‌نگار، پژوهشگر، ناقد و استاد دانشگاه فلسطینی-اردنی.